# Église Saint-Louis de Chaumot
L'église Saint-Louis de Chaumot est une église située à Chaumot, en France dans le département de l'Yonne. Elle dépend de l'archidiocèse de Sens-Auxerre.

## Description
Cette église placée sous le vocable de Saint Louis présente un clocher-porche massif du XVIIIe siècle et une nef unique du XVe siècle à laquelle on accède par deux portails en plein cintre. Éclairée de six fenêtres, elle mesure 28 mètres de longueur pour 8 mètres de largeur et 10,75 mètres de hauteur. Elle se termine par une abside à quatre pans. La voûte en arc brisé est en bois parqueté.
Le clocher possède deux cloches : Claire-Louise, la plus grosse bénie en 1782 en présence d'un représentant du prince Xavier de Saxe, seigneur de Chaumot et oncle de Louis XVI qui n'avait pu être présent, et Paule-Jeanne, du début du XVIIIe siècle, la troisième cloche (la plus petite) aurait été emportée par les cosaques en 1814 selon la tradition.
On remarque à l'intérieur une statue du XVIe siècle à droite du chœur qui représente Saint Martin partageant son manteau. Une statue du XVIIe siècle de saint Louis lui fait pendant côté Évangile. Le retable du XVIIe siècle peint en vert montre un tableau maladroit de Saint Louis guérissant les écrouelles. Le tabernacle de 1775 est l'œuvre de Pierre Caminot, fameux ébéniste parisien. Il est également l'auteur du remarquable confessionnal de chêne sculpté datant de 1779.

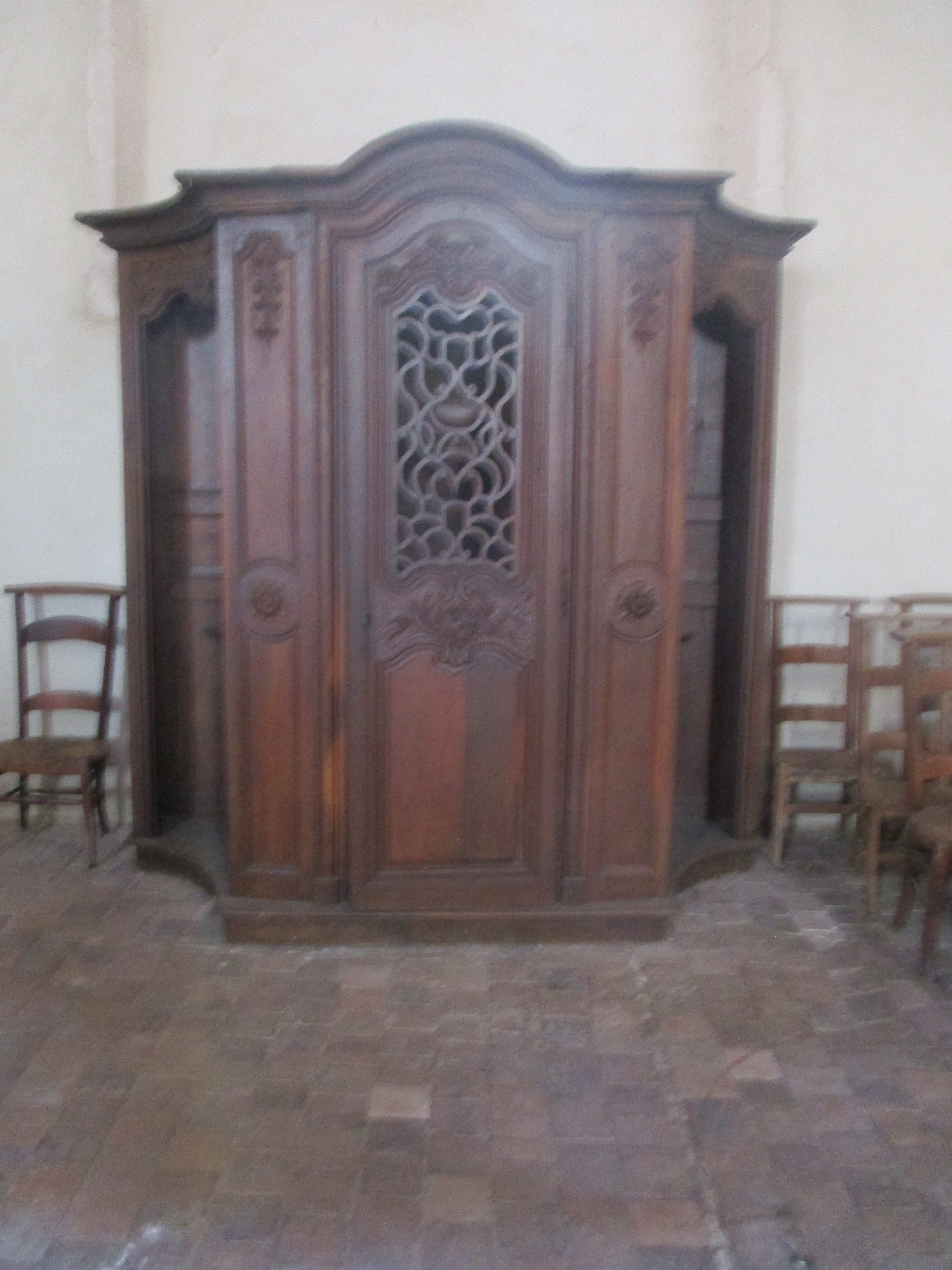
Confessionnal de Caminot.
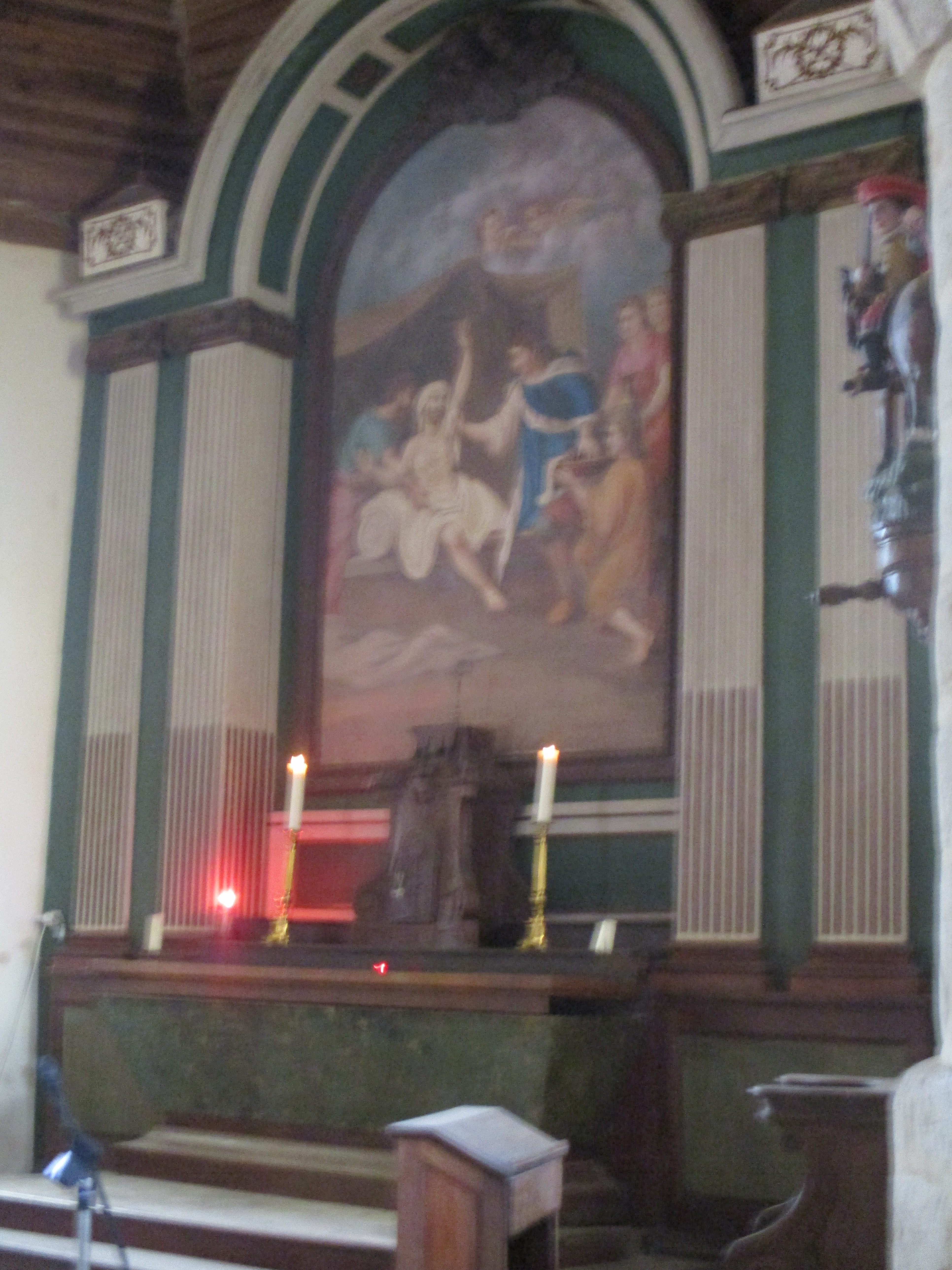
Maître-Autel.
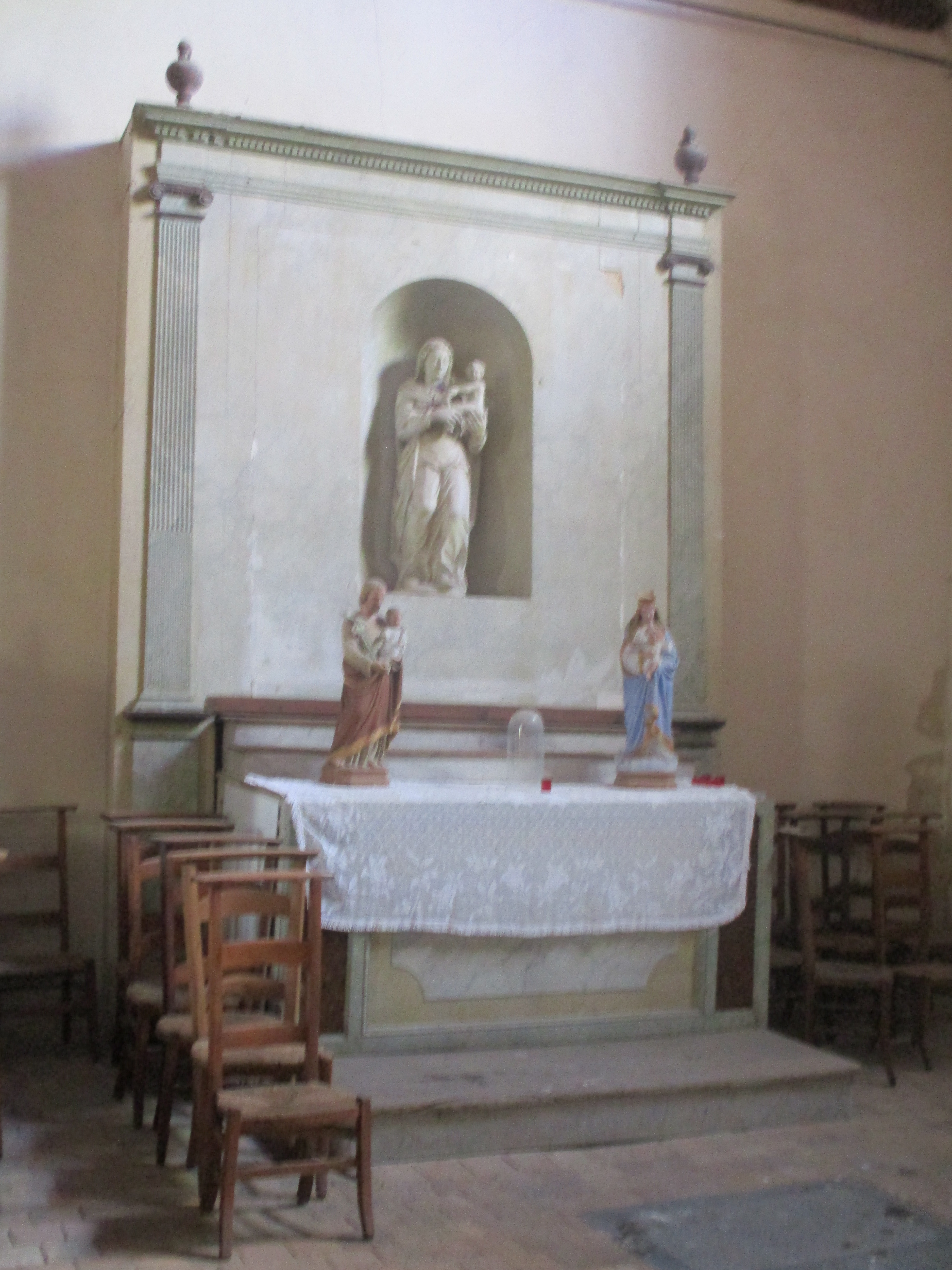
Chapelle de la Vierge.

## Historique
L'église de Chaumot a été bâtie au XVe siècle, son clocher-porche au XVIIIe siècle, remplaçant l'ancien, abattu par Paul Delpech seigneur de Chaumot. 
L'église a été restaurée au XIXe siècle grâce au baron Thénard, grand propriétaire terrien à Chaumot, puis en 1936-1937. La toiture l'a été entre 1982 et 1986. À l'intérieur, deux châsses ont été restaurées en 1996 ; elles abritent les reliques de saint Celse et de sainte Félicie.
L'édifice est inscrit au titre des monuments historiques en 1984.
L'église dépend aujourd'hui de l'église Notre-Dame-de-l'Assomption de Villeneuve-sur-Yonne, intégrée à la paroisse Sainte-Alpais du doyenné du Sénonais depuis 2016. L'église Saint-Louis est ouverte deux ou trois fois par an pour la messe dominicale, ainsi que pour les mariages et les enterrements et pour un ou deux concerts par an.

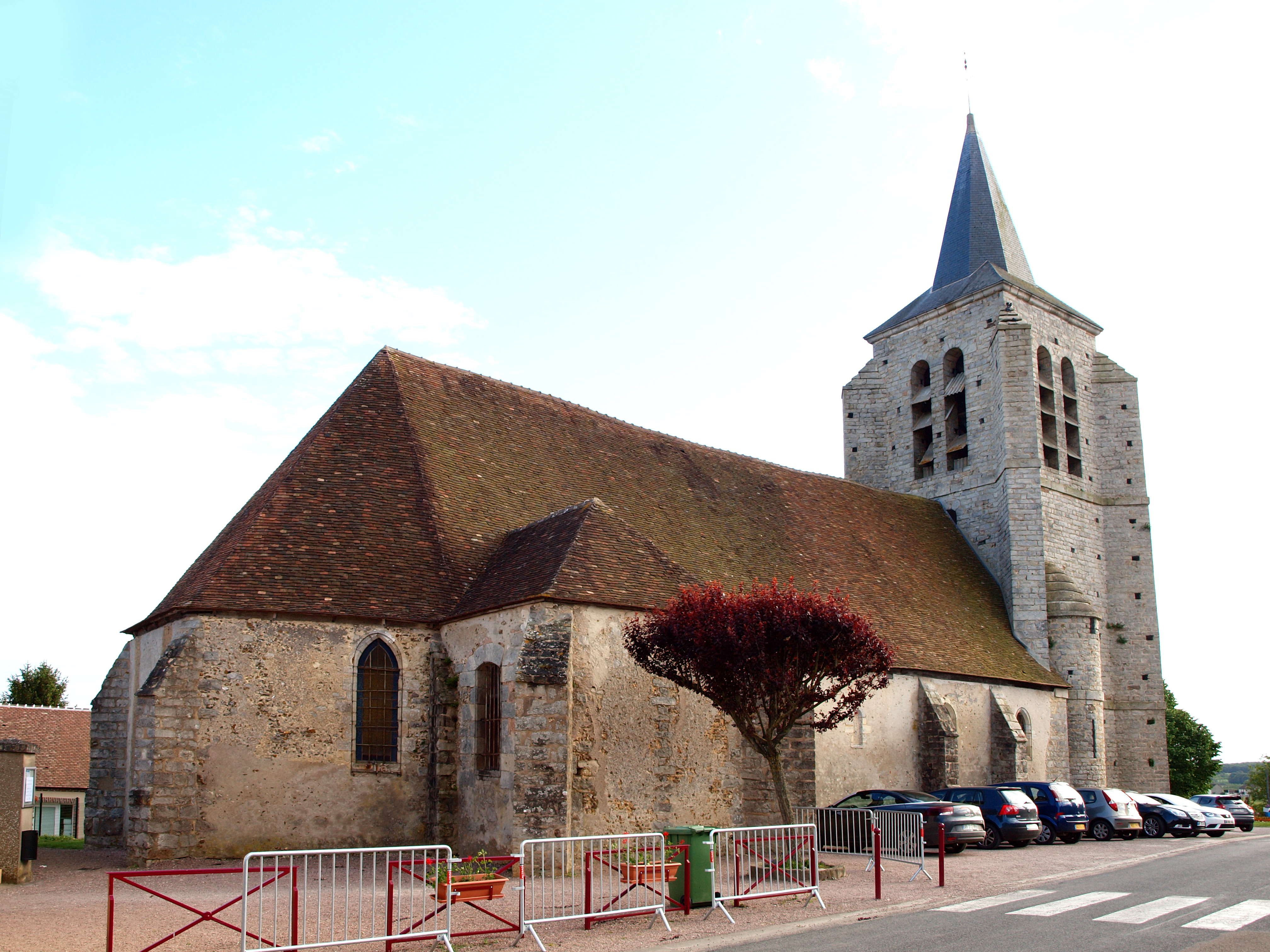
Vue d'ensemble.